# Rougnat

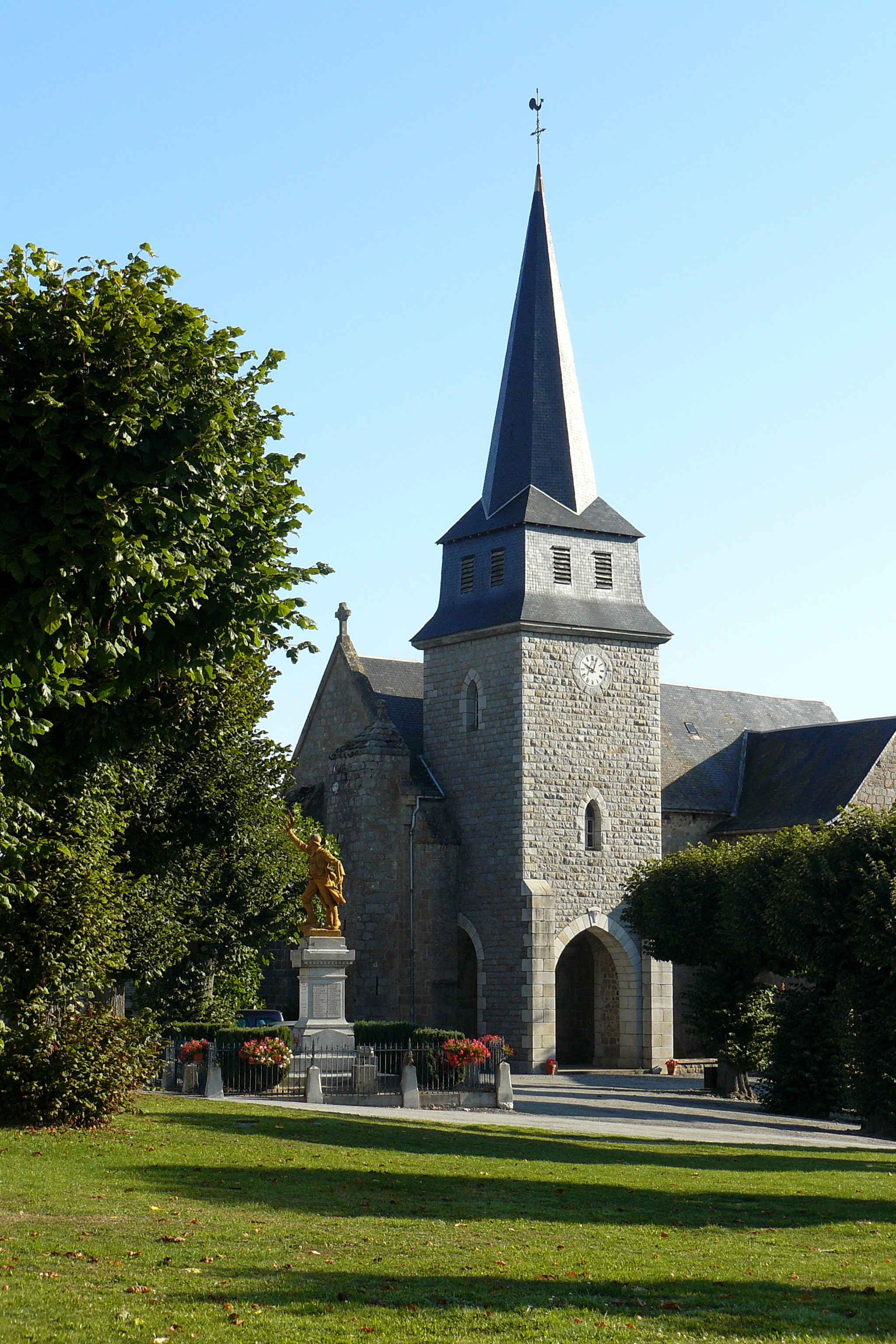
Kościół św Wawrzyńca Rougnat

Rougnat – miejscowość i gmina we Francji, w regionie Nowa Akwitania, w departamencie Creuse.
Według danych na rok 1990 gminę zamieszkiwało 631 osób, a gęstość zaludnienia wynosiła 15 osób/km² (wśród 747 gmin Limousin Rougnat plasuje się na 205. miejscu pod względem liczby ludności, natomiast pod względem powierzchni na miejscu 66.).